# Длуга-Госьліна
Длуга-Госьліна (пол. Długa Goślina) — село в Польщі, у гміні Мурована Госьліна Познанського повіту Великопольського воєводства.
Населення — 353 особи (2011).
У 1975-1998 роках село належало до Познанського воєводства.

## Демографія
Демографічна структура станом на 31 березня 2011 року:
|          | Загалом | Допрацездатний вік | Працездатний вік | Постпрацездатний вік |
| -------- | ------- | ------------------ | ---------------- | -------------------- |
| Чоловіки | 169     | 30                 | 132              | 7                    |
| Жінки    | 184     | 40                 | 113              | 31                   |
| Разом    | 353     | 70                 | 245              | 38                   |